# Husby
Husby (ausgesprochen: Huusbü) ist eine Gemeinde in der Landschaft Angeln im Kreis Schleswig-Flensburg in Schleswig-Holstein. Historisch war Husby über lange Zeit Sitz der einstigen Husbyharde.

## Geographie

### Geographische Lage
Das Gemeindegebiet von Husby erstreckt sich im nördlichen Bereich der Landschaft Angeln (naturräumlichen Haupteinheit Nr. 700) wenige Kilometer südlich der Stadt Glücksburg.

### Ortsteile
Zum Gemeindegebiet gehören Gosewatt (dänisch: Gaasevad), Gremmerup (Grimmerup), Hodderup, Husbyfeld (Husbymark), Husbyholz (Husbyskov), Husbymühle (Husbymølle), Langroi, Markerup, Markerupheide (Markeruphede), Poldamm (Poldam), Seegaard (Søgaard), Snorrum, Spang, Stalitt (Staalidt), Stendels (angeldän.: Stænels), Voldewraa (Fulbro) und Wattschaukrug (Vasbykro).

### Nachbargemeinden
Die Gemeinde Husby ist unmittelbar umgeben von den Gebieten der Gemeinden:
|          | Ringsberg                                   |              |
| Hürup    | Kompassrose, die auf Nachbargemeinden zeigt | Grundhof     |
| Ausacker |                                             | Mittelangeln |

## Geschichte
Im Gemeindegebiet befindet sich ein Urnenfeld, das ab 600 v. Chr. angelegt worden ist. In diesem 1955/66 ausgegrabenen Urnenfeld befindet sich auch ein äußerst seltenes Wagengrab. Mehr als 1200 Bestattungen, allesamt Brandgräber, sind verzeichnet, aber noch nicht vollständig ausgegraben. Bemerkenswert ist, dass die Männergräber deutlich in der Unterzahl sind. Am Westrand der Stadt wurde das größte Begräbnis in einem Kessel gefundem. Fundstücke aus dem Grab sind auf Schloss Gottorf ausgestellt. Es könnte sich um Fürstengräber handeln. Möglicherweise wurde Wiglecus, der legendäre Gründer des Anglerreichs und Vater von Warmundus/Vermund, in Husby bestattet (sh. Skalk 2017, Nr. 3.).
Es wird angenommen, dass Husby auch in der Wikingerzeit (800–1050 n. Chr.) ein bedeutender Ort in Nordangeln war, da es an der Kreuzung zweier wichtiger Handelswege lag – der eine verband Haithabu mit dem nördlichen Jütland. Zwischen dem benachbarten Rosgaard und dem Husbyer Ortsteil Gremmerup lag damals ein Wotan geweihtes Heiligtum und ein heiliger Wald. 1730 wurde in Husby beim Pflügen ein Münzschatz gefunden, dessen Münzen zwischen 940 und 980 in Haithabu geprägt worden waren. Funde von 2013 weisen auf eine Besiedlung bereits im 7. Jahrhundert n. Chr. hin.
Der Ort selbst wurde 1319 erstmals als Husebuy in den Quellen genannt. Der Name, den es mehrfach in Dänemark gibt, deutet auf ein sehr hohes Alter des Ortes hin. „Huus“ stand für ein befestigtes Haus eines landesherrlichen Verwalters. Im Spätmittelalter verlor Husby aufgrund des Aufstiegs von Flensburg sehr stark an Bedeutung.

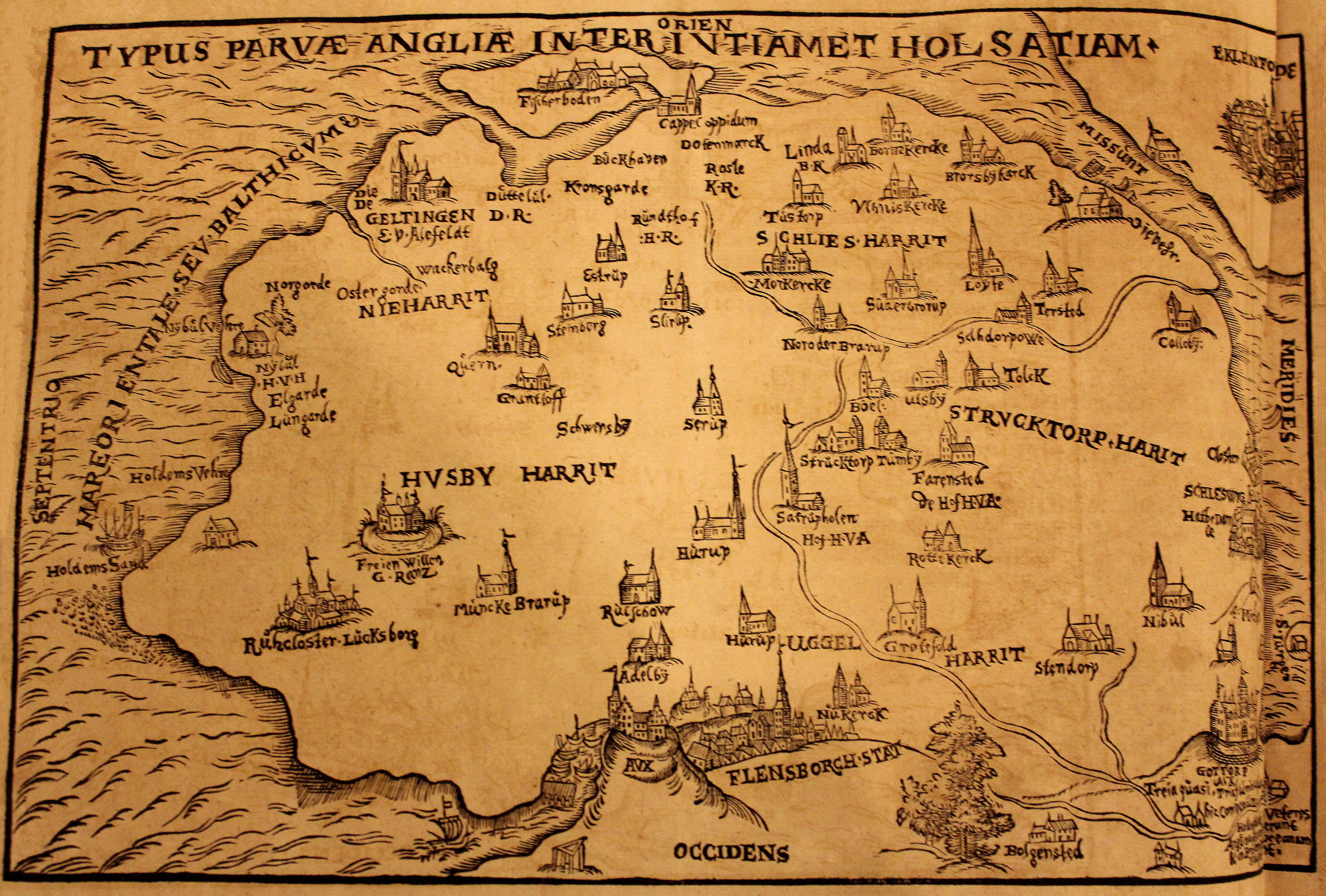
Die geostete Karte aus dem Jahr 1596 verzeichnet die Husbyharde

Über Jahrhunderte hinweg blieb der Ort aber Zentrum der Husbyharde. Die Thingstätte der Husbyharde befand sich nahe der Weggabelung bei der Kirche, später dann im historischen Dorfkrug an der Flensburger Straße. Das Hardesthing fungierte bis 1867 als Untergericht, als der Bezirk dem neu geschaffenen (preußischen) Amtsgericht in Flensburg zugelegt wurde.
Die St.-Vincentius-Kirche wurde im frühen 12. Jahrhundert erbaut. Aller Wahrscheinlichkeit nach hat sie einen hölzernen Vorgängerbau gehabt. Es wird angenommen, dass recht bald nach der Christianisierung des Landes in jeder Harde eine Kirche entstand. Der heutige Bau ist romanisch und aus behauenen Granit-Quadern errichtet. Das spricht für die besondere Bedeutung der Kirche und des Ortes, denn von den 37 erhaltenen romanischen Kirchen in Angeln sind ansonsten nur die bedeutenden Bauten in Munkbrarup, Norderbrarup und Sörup aus diesem Material, das aufwendig herbeigeschafft werden musste. Der mächtige Turm stammt aus gotischer Zeit, ist mit Schindeln gedeckt und weithin im Land sichtbar. Seit dem 13. Jahrhundert ist zudem die bei Husbyholz gelegene Burg Alt-Seegaard bezeugt, eine recht starke Festung, die noch weitere Nachbarburgen besaß.
Bei Husby lagen im Mittelalter mehrere Burgen; von diesen blieben neben einigen lokalen Sagen aber so gut wie keine Spuren. Die bekannteste ehemalige Befestigung im Husbyer Gebiet ist die Burg Alt-Seegaard am Winderatter See. Ein möglicher Burgplatz wird zudem bei Gosewatt vermutet. Von der Gosewatter Burg sind im Gelände aber heutzutage keine Spuren mehr erkennbar. Sehr nahe bei Husby lag die Burg Nedderby, von der heute ebenfalls nichts mehr erhalten ist. Auch der Name Husby selbst dürfte auf ein örtliches Schloss hindeuten. Eine solche Burg wurde im Dänischen und in der schwedischen Sprache früher häufig als „Hus“ bezeichnet, vgl. beispielsweise auch mit der Burg Niehuus. (eine abgegangene Burg direkt nördlich von Flensburg)
Im 19. Jahrhundert geriet Husby wie das gesamte Herzogtum Schleswig in den Sog des Nationalismus. Nach dem Krieg von 1864 und endgültig 1867 wurde es preußisch.
Im Jahre 1881 wurde die Bahnstrecke Kiel–Flensburg eröffnet, an der Husby bis heute liegt. Daher haben sich gegen Ende des 19. Jahrhunderts viele Handelsbetriebe und Handwerker in der Gemeinde angesiedelt. Durch die Lage des Bahnhofs hat sich das Dorf seither vor allem nach Westen hin ausgedehnt, während der alte Ortskern um den Dorfteich herum heute die nordöstlichste Ecke der Siedlung ausmacht.
Nach dem Ersten Weltkrieg sollte die schleswigsche Bevölkerung über die Zugehörigkeit zu Deutschland oder Dänemark abstimmen. Husby kam zur dritten Abstimmungszone. Nachdem die westlichen Nachbarkirchspiele Rüllschau und Munkbrarup, die zur zweiten Zone gehörten, sich ebenso wie die Stadt Flensburg mehrheitlich für den Verbleib bei Deutschland entschieden hatten, kam es in Husby nicht mehr zu einer Abstimmung.
Nach dem Zweiten Weltkrieg wurde am Flensburger Hafen bei Kielseng eine Munitionssammelstelle eingerichtet. Durch das dortige Explosionsunglück im Juni 1945 zersprangen nicht nur in der ganzen Stadt Flensburg Fensterscheiben, sondern selbst noch welche in Husby. In der Nachkriegszeit wuchs die Einwohnerzahl durch den Zuzug von Flüchtlingen und Vertriebenen. Überdies zogen seit den 1960er Jahren viele Menschen nach Husby, die zur Arbeit ins nahe Flensburg pendelten. 1970 wurden die bis dahin selbständigen Gemeinden Gremmerup, Hodderup, Husbyholz und Markerup nach Husby eingemeindet. Die beiden südlichen Gemeinden des Kirchspiels Husby, Ausackerholz und Ausacker, schlossen sich zur Gemeinde Ausacker zusammen.
Im Wettbewerb Unser Dorf soll schöner werden – Unser Dorf hat Zukunft wurde Husby 1973 Landessieger und 1996 Kreissieger mit Silberplakette.

## Politik

### Gemeindevertretung
Bei der Kommunalwahl am 14. Mai 2023 wurden insgesamt 13 Sitze vergeben. Von diesen erhielten die CDU und die SPD je fünf Sitze und der SSW drei Sitze.

### Wappen
Blasonierung: „In Blau ein goldenes, auf senkrecht gegliedertem Unterbau stehendes, tür- und fensterloses Holzhaus in Stabbautechnik mit flachgiebligem, beidseitig von einem Kreuz flankierten Schindeldach.“
Das Gebäude stellt das Holzhaus der Husbyharde dar. Es befindet sich daher auf der zweiten Fassung des Inoffiziellen Wappens von Angeln. In der ersten Fassung, befand sich an Stelle des Holzhauses, ein Herz mit zwei gekreuzten Pfeilen hinter diesem. Das Symbol aus Herz und Pfeilen symbolisierten ebenfalls die Husbyharde.

## Wirtschaft und Infrastruktur

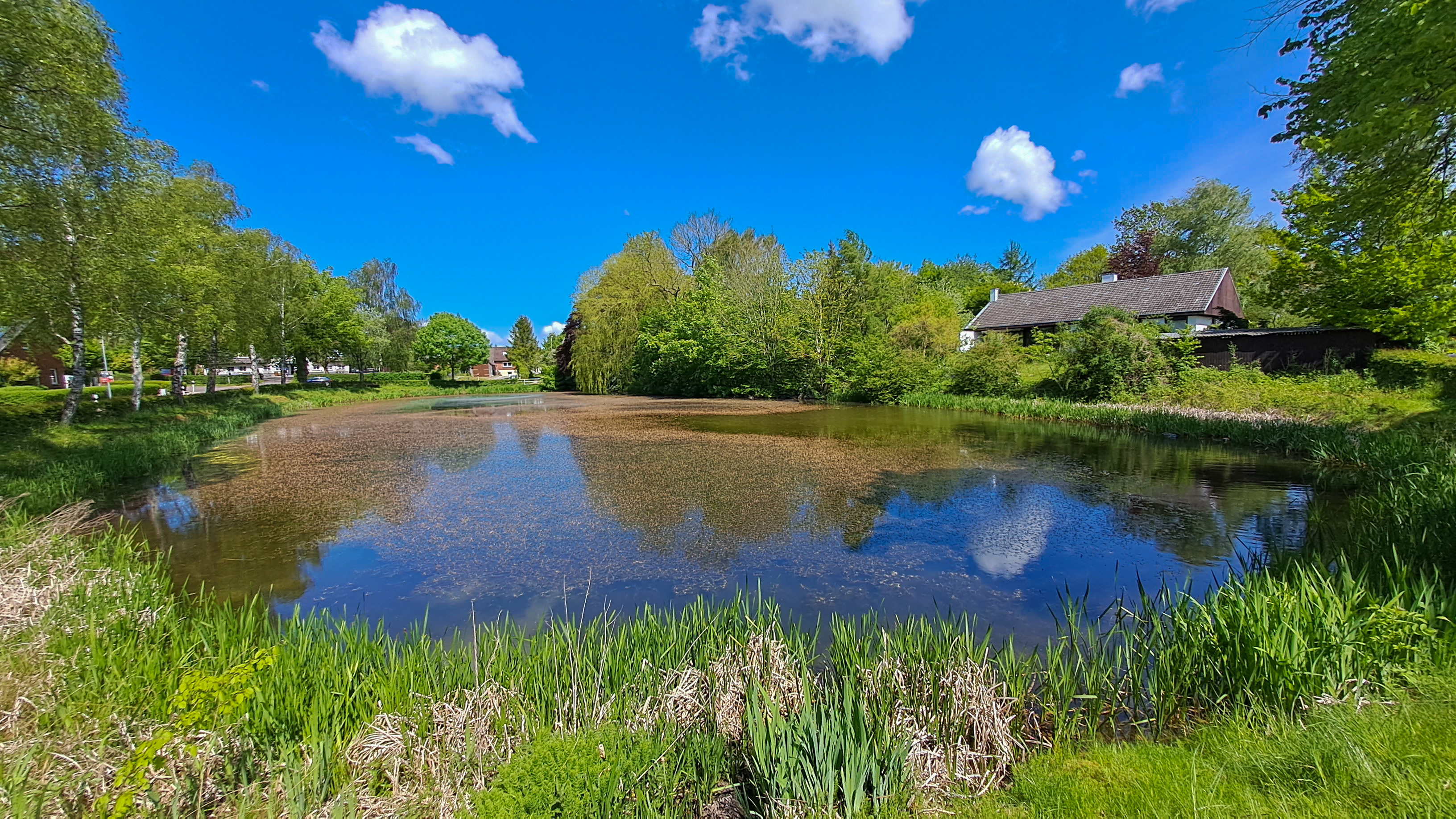
Dorfteich in Husby

### Wirtschaftsstruktur
Husby verfügt über einen Supermarkt und ist Einkaufsort für ein größeres Umland. Daneben gibt es einige kleinere Gewerbebetriebe. Die Landwirtschaft spielt nach wie vor eine wichtige Rolle, auch wenn Husby seinen Charakter längst von einem Bauerndorf zu einem Wohndorf mit hohem Auspendleranteil vor allem in das 12 km entfernte Flensburg gewandelt hat.

### Bildung
Husby ist Standort einer Grundschule und eines Kindergartens. Außerdem gibt es eine dänische Grundschule im Ort.

### Verkehr
Husby verfügt über einen Haltepunkt an der Bahnstrecke Kiel–Flensburg, von dem tagsüber stündlich je eine Verbindung zu den beiden Städten besteht, und außerdem zwei Bushaltestellen, die Husby West und Husby Ortsmitte heißen. An diesen verkehren die Buslinien 1601, 1602, 1603 und 1604, die alle den Flensburger ZOB ansteuern.
Die Landesstraße 21 stellt über Husby eine Querverbindung von der Bundesstraße 199 in Flensburg zur Bundesstraße 199 in Kappeln her.

## Kultur und Sehenswürdigkeiten

### Denkmale

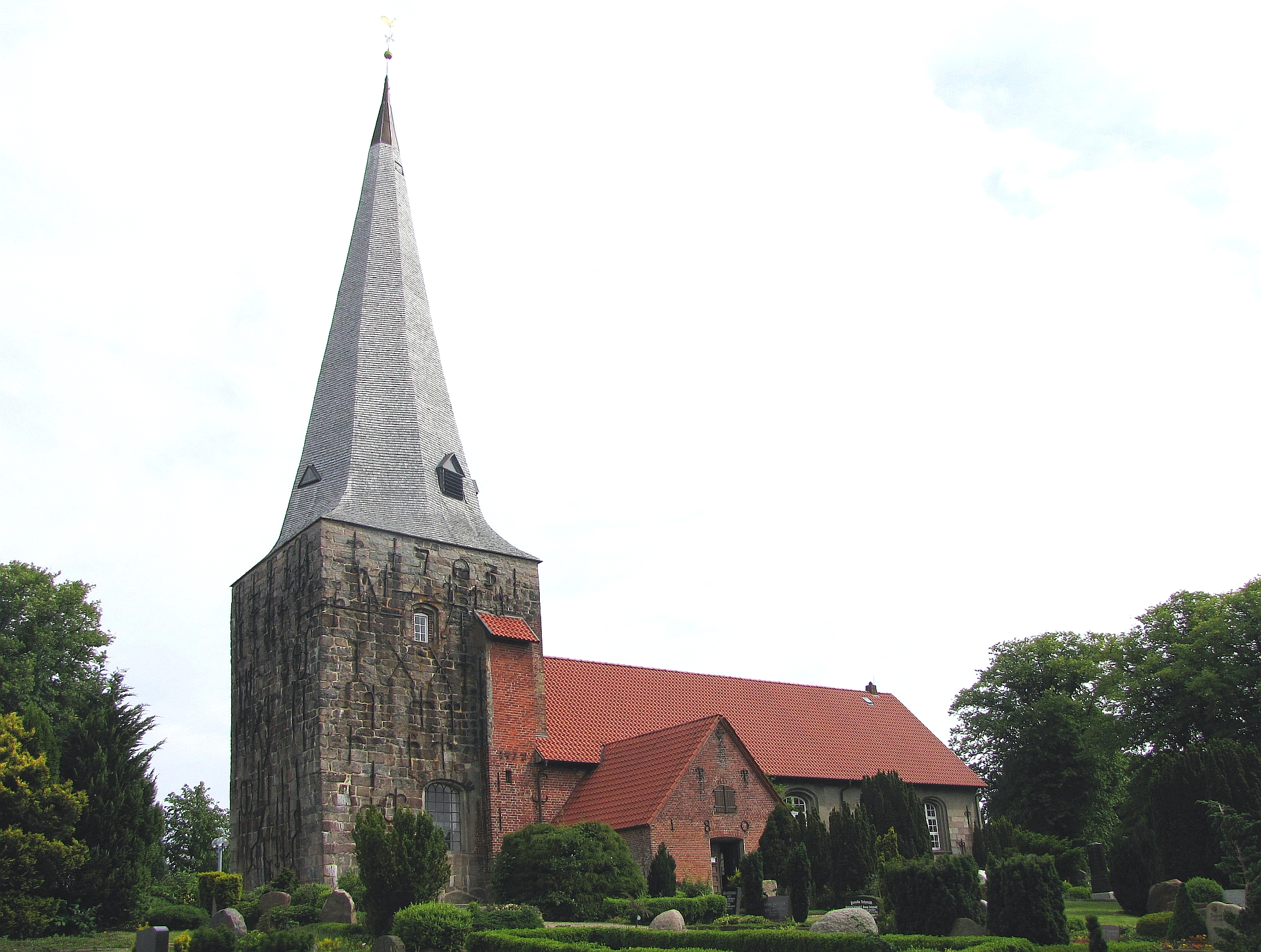
St.-Vincentius-Kirche aus Granitquadermauerwerk (2012)

In der Liste der Kulturdenkmale in Husby stehen die in der Denkmalliste des Landes Schleswig-Holstein eingetragenen Kulturdenkmale.
Neben der romanischen Kirche, einem Granitquaderbau, sind vor allem die alten Bauernhäuser im Nordangler Baustil sehenswert. Einige der schönsten finden sich im alten Ortskern rund um den Dorfteich sowie in den Kernen der übrigen Dörfer der Gemeinde.
Ein bedeutendes Naturdenkmal ist die über 800 Jahre alte Waldemarseiche bei Husbyries, wo die Straße nach Grundhof von der Kappelner Landstraße abzweigt. Davor befindet sich ein kleines Bismarck-Denkmal aus dem Jahr 1900, weshalb der Baum manchmal Bismarck-Eiche genannt wird. Der Bismarckbrunnen im nicht weit entfernten Flensburg und der nahgelegene Bismarckturm auf dem Scheersberg entstanden erst drei Jahre nach dem Denkmal in Husby. 2013 wurde die Kupferplatte mit 45 Zentimetern Durchmesser, auf der sich das Porträt Bismarcks befand, gestohlen. 2015 wurde die Platte ersetzt, witterungsbedingt wurde die geplante Einweihungsfeier jedoch abgesagt. Eindrucksvoll ist zudem eine riesige Rosskastanie östlich von Husbyholz am Weg nach Seegaard.

### Sportverein
In Husby ist ein Sportverein ansässig: Der Turn- und Sportverein Husby.

## Bekannte Sagen der Gemeinde Husby
Bei Seegaard befand sich wie erwähnt einst das Schloss Alt-Seegaard. Sagen vom alten Schlossplatz berichten, dass es dort bis heute spuken solle. Südwestlich der Kirche auf dem Husbyfeld befand sich früher der Hinrichtungsplatz von Husby. Zu diesem Hinrichtungsplatz existiert die Sage von der davonfliegenden Hexe.

## Belege
1. ↑  Statistikamt Nord – Bevölkerung der Gemeinden in Schleswig-Holstein 4. Quartal 2024 (XLSX-Datei); (Hilfe dazu).
2. ↑  Archivlink (Memento vom 29. Dezember 2014 im Internet Archive)
3. 1 2  Relation: Husby (1149285) bei OpenStreetMap (Version #8). Abgerufen am 18. Februar 2023.
4. ↑  Liste: Zuordnung der Gemeinden zu den Naturräumen. (PDF) S. 12, abgerufen am 18. Februar 2023.
5. ↑  Spang wurde erstmals 1784 als Spange erwähnt, der Name bedeutet Brücke oder Steg, nach dän. Spang, vgl. Berthold Hamer: Topographie der Landschaft Angeln, Bd. 2, Husum 1995, S. 280
6. ↑  Der Ortsname Stendels leitet von sich von einem Steingrab (dän. Stendysse) ab, das auf einer nahen Koppel befand, vlg. Berthold Hamer: Topographie der Landschaft Angeln, Bd. 2, Husum 1995, S. 298
7. ↑  Johannes Kok: Det danske folkesprog i Sønderjylland, Band 2, København 1867, S. 431
8. ↑  Berthold Hamer: Topographie der Landschaft Angeln, Bd. 2, Husum 1995, S. 346
9. ↑  M. Mørk Hansen: Kirkelig Statistik over Slesvig Stift: Med historiske og topografiske bemærkninger, Kjøbenhavn 1864, Band 2, Seite 220 f.
10. ↑  Historisches. Abgerufen am 16. Oktober 2017.
11. ↑  Archäologen in Husby – Metalldetektoren spüren Wikinger-Relikte auf auf shz.de vom 31. August 2013
12. ↑  Jakob Röschmann: Vorgeschichte des Kreises Flensburg. Die vor- und frühgeschichtlichen Denkmäler und Funde in Schleswig-Holstein 6. Neumünster 1963, Seite 342 und Seite 91; Röschmann verweist für Weiteres auf das Flensburger Tageblatt, Nr. 63 vom 15. Juni 1951
13. ↑  Hans Nicolai Andreas Jensen: Versuch einer kirchlichen Statistik über das Herzogthum Schleswig. Band 3, S. 972 (books.google.de).
14. ↑  wahlen-sh.de
15. ↑  Kommunale Wappenrolle Schleswig-Holstein
16. ↑  Kindergarten
17. ↑  Husby danske skole. Dansk Skoleforening for Sydslesvig, archiviert vom Original (nicht mehr online verfügbar) am 27. Januar 2022; abgerufen am 6. Dezember 2020.  Info: Der Archivlink wurde automatisch eingesetzt und noch nicht geprüft. Bitte prüfe Original- und Archivlink gemäß Anleitung und entferne dann diesen Hinweis.
18. ↑  Archivierte Kopie (Memento des Originals vom 8. August 2016 im Internet Archive)  Info: Der Archivlink wurde automatisch eingesetzt und noch nicht geprüft. Bitte prüfe Original- und Archivlink gemäß Anleitung und entferne dann diesen Hinweis.
19. ↑  Bismarckgedenkstein und Eiche gepflanzt von König Waldemar … (Memento vom 22. Dezember 2015 im Internet Archive), abgerufen am: 24. April 2015
20. ↑  Flensburger Tageblatt: Bismarck-Porträt von Denkmal gestohlen, vom 28. Dezember 2013; abgerufen am: 24. April 2015.
21. ↑  Amt Hürup – Einweihung Bismarckdenkmal in Husbyries fällt aus! vermeldet auf der Seite der Gemeinde: amt-huerup.de (Seite nicht mehr abrufbar, festgestellt im April 2018. Suche in Webarchiven), vom 1. April 2015; abgerufen im April 2015
22. ↑  Turn- und Spielverein. Abgerufen am 13. Juni 2023 (deutsch).
23. ↑  Hans Nicolai Andreas Jensen: Versuch einer kirchlichen Statistik über das Herzogthum Schleswig. Band 3, S. 957 (books.google.de)
24. ↑  Historisches. Abgerufen am 16. Oktober 2017.
25. ↑  Gemeinde Husby. Geschichte